# Mieczysław Strzałka
Mieczysław Strzałka (ur. 20 marca 1947 w Bielsku-Białej, zm. 13 sierpnia 2024) – polski gimnastyk, olimpijczyk z Monachium 1972.
W gimnastyce na igrzyskach olimpijskich w 1972 roku w Monachium zajął:
- 4. miejsce w wieloboju drużynowym,
- 28. miejsce w ćwiczeniach na koniu z łękami,
- 30. miejsce w skoku przez konia,
- 42. miejsce w ćwiczeniach na kółkach,
- 45. miejsce w ćwiczeniach na drążku,
- 48. miejsce w wieloboju indywidualnym,
- 53. miejsce w ćwiczeniach wolnych,
- 102. miejsce w ćwiczeniach na poręczach.